# فیلیپ سوم، پادشاه فرانسه
فیلیپِ سوّم دارای لقب بی‌باک (فرانسوی:Philippe III le Hardi) (زاده ۳۰ آوریل ۱۲۴۵ - مرگ ۵ اکتبر ۱۲۸۵) پادشاه فرانسه از ۱۲۷۰ تا سال مرگش بود.

## زندگی
وی از دودمان کاپتی‌ها و فرزند لوئی نهم از همسرش مارگارت پرووانسی بود. وی در شهر پواسی زاده شد.
وی در جنگ صلیبی هشتم همراه پدر بود و در بازگشت که پدرش در تونس درگذشت در بیست و پنج سالگی به پادشاهی رسید.
وی مردی نرم‌خو و نازک‌سرشت بود، فرنام بی‌باک را نیز از برای توانایی‌هایش در رزم و سوارکاری بدو دادند و نه برای خلق و خویش. وی اگرچه مردی دیندار بود ولی دینگرایی را رواج نمی‌داد. وی در سیاست پیرو کسانی چون پیر دولابروس و سپس عمویش شارل یکم، پادشاه ناپولی بود.
او پیش از تاجگذاری در جنگ صلیبی آتش‌بس برقرار نمود که تا ده سال نیز پایدار ماند.
سرانجام هنگامی که او به همراه پسرانش سپاهی بزرگ را رهبری می‌کرد که شهر خرونا در اسپانیا را در محاصره داشت، سپاه دچار اپیدمی اسهال خونی شد و پادشاه نیز از این بیماری همه‌گیر در امان نماند. وی در پرپینیان درگذشت و در کلیسای سن-دنی به خاک سپرده شد.
دانته در کتاب نامی‌اش کمدی الهی از او یاد می‌کند، وی را در بیرون دروازه‌های برزخ با گروهی از رهبران آنزمان اروپا می‌بیند. گرچه دانته از او بی‌پرده نامی نمی‌برد، ولی از او با نام دماغ‌کوچولو و پدر بلای فرانسه یاد می‌کند.